# Mirosław Tomaszewski
Mirosław Tomaszewski (ur. 1955 w Gdyni) – pisarz i dramaturg, z wykształcenia inżynier. 
Ukończył Politechnikę Gdańską.

## Utwory
- powieść Pełnomocnik, KAW 1992
- dramat Stroiciel, premiera w Teatrze TV 1995[1]
- dramat Jak bracia, publikacja w kwartalniku "Tytuł" 1996, słuchowisko radiowe w Radio Gdańsk (26 grudnia 2007)[2])
- cykl krótkich opowiadań satyrycznych w formie dziennika zbuntowanego 15-latka, publikowanych w "Dzienniku Bałtyckim" pod tytułem Dziennik Romka Kosa (2002-2003)
- powieść Ugi, Wydawnictwo Czarne 2006